# Xã Shamrock, Quận Callaway, Missouri
Xã Shamrock (tiếng Anh: Shamrock Township) là một xã thuộc quận Callaway, tiểu bang Missouri, Hoa Kỳ. Năm 2010, dân số của xã này là 413 người.